# Skyfire
Skyfire — мобильный браузер для устройств под управлением операционных систем Windows Mobile и Symbian OS 9.3 и 9.4. Главной особенностью этого браузера является возможность отображения Flash элементов и потокового видео. В Skyfire, как и в Opera Mini, рендеринг веб-страниц происходит на прокси-сервере, что позволяет увеличить скорость загрузки. Серверная часть браузера использует движок Gecko, что позволяет Skyfire в какой-то степени соответствовать по функциональности браузеру для ПК: технологии Adobe Flash, Microsoft Silverlight и QuickTime используются без установки дополнительных плагинов.
С 1 июля 2010, SkyFire версии 1.x не предоставляет услуги пользователям ряда стран, в том числе и России.
В феврале 2013 года браузер и все технологии были куплены компанией Opera.

## Принцип работы
Сначала требуемая страница прорисовывается с помощью движка Gecko, при этом учитывается малый размер экранов мобильных устройств (увеличение размера шрифта, столбцы текста подгоняются по ширине экрана), затем устройству отсылается полный скриншот страницы вместе с активными областями — ссылки, анимированные баннеры и т. п. При нажатии или наведении курсора, например, на меню, сделанное с помощью JavaScript, страница должна перерисоваться, поэтому в сервере происходит повторный рендеринг сайта, и на устройство отсылается требуемая часть страницы. Разработчики рекомендуют использовать wi-fi соединение, так как передаваемая браузеру информация часто имеет очень большой размер.

## Награды
- 2008 Read Write Web’s one of six must have applications for Windows Mobile[4]
- 2008 Laptop Magazine’s Mobile Maverick Award[5]
- 2009 Webby People’s Voice Award for Best Mobile Application[6]